# Labordiamant

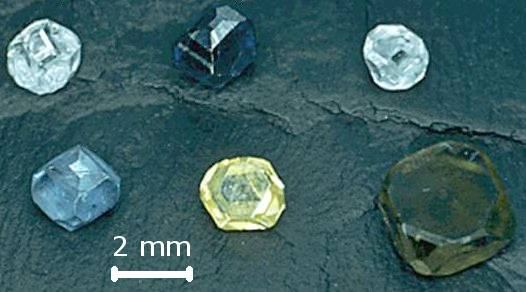
Labordiamanten in verschiedenen Farben, hergestellt durch das HPHT-Verfahren

Labordiamanten (LGD, auch im Labor gezüchtete, im Labor geschaffene, menschengemachte, künstliche, synthetische, lab-grown, oder Kulturdiamanten genannt) sind Diamanten, die in einem kontrollierten technischen Prozess hergestellt werden (im Gegensatz zu natürlich entstandenen Diamanten, welche in einem geologischen Prozess geschaffen und bergmännisch gefördert werden). Im Gegensatz zu Diamantimitaten (Imitationen von Diamanten aus oberflächlich ähnlichen Nicht-Diamant-Materialien) bestehen Labordiamanten ebenso wie natürlich entstandene Diamanten aus reinem Kohlenstoff, der in einer isotropen 3D-Form kristallisiert ist und haben identische chemische und physikalische Eigenschaften.
Zwischen 1879 und 1928 wurden zahlreiche angebliche Diamantsynthesen gemeldet; die meisten dieser Versuche wurden sorgfältig analysiert, aber keiner konnte bestätigt werden. In den 1940er-Jahren begannen in den USA, Schweden und der Sowjetunion systematische Forschungen zur Herstellung von Diamanten, die 1953 in der ersten reproduzierbaren Synthese gipfelten. Weitere Forschungsarbeiten führten zur Entdeckung der Herstellung von HPHT-Diamant und CVD-Diamant, benannt nach ihrer Herstellungsmethode (High-Pressure-High-Temperature bzw. Chemical Vapor Deposition, zu deutsch chemische Gasphasenabscheidung). Diese beiden Verfahren dominieren nach wie vor die Labordiamantherstellung. Ein drittes Verfahren, bei dem Diamantkörner im Nanometerbereich durch die Detonation von kohlenstoffhaltigem Sprengstoff erzeugt werden, die so genannte Detonationssynthese, kam Ende der 1990er-Jahre auf den Markt. Eine vierte Methode, die Behandlung von Graphit mit Hochleistungs-Ultraschall, wurde im Labor demonstriert, wird aber derzeit nicht kommerziell angewendet.
Die Eigenschaften von künstlich hergestellten Diamanten hängen vom Herstellungsverfahren ab. Die meisten lab-grown-Diamanten sind in ihren Eigenschaften wie Härte, Wärmeleitfähigkeit und Elektronenbeweglichkeit den natürlich entstandenen Diamanten ebenbürtig oder sogar überlegen. Labordiamanten werden häufig als Schleifmittel, in Schneid- und Polierwerkzeugen und in Kühlkörpern verwendet. Elektronische Nutzungsweisen von lab-grown-Diamanten werden derzeit entwickelt, darunter Hochleistungsschalter in Kraftwerken, Hochfrequenz-Feldeffekttransistoren und Leuchtdioden. Detektoren aus lab-grown Diamant für ultraviolettes (UV) Licht oder hochenergetische Teilchen werden in Hochenergieforschungseinrichtungen eingesetzt und sind im Handel erhältlich. Aufgrund ihrer einzigartigen Kombination aus thermischer und chemischer Stabilität, geringer Wärmeausdehnung und hoher optischer Transparenz in einem breiten Spektralbereich entwickeln sich Labordiamanten zum beliebtesten Material für optische Fenster in Hochleistungslasern (Kohlendioxidlaser) und Gyrotronen. Es wird geschätzt, dass 98 % des Bedarfs an Diamanten in Industriequalität mit synthetisch hergestellten Diamanten gedeckt wird. Inzwischen sind die Herstellungsverfahren im Labor so ausgereift, dass Diamanten in extrem hoher Qualität hergestellt werden können. Daher werden Labordiamanten auch immer häufiger in der Schmuckindustrie verwendet.
Sowohl CVD- als auch HPHT-Diamanten können zu Edelsteinen geschliffen werden, und es können verschiedene Farben hergestellt werden: farbloses Weiß, Gelb, Braun, Blau, Grün und Orange. Das Aufkommen synthetischer Edelsteine auf dem Markt löste im Diamantenhandel große Besorgnis aus, so dass spezielle spektroskopische Geräte und Techniken entwickelt wurden, um künstliche von natürlichen Diamanten zu unterscheiden.

## Geschichte

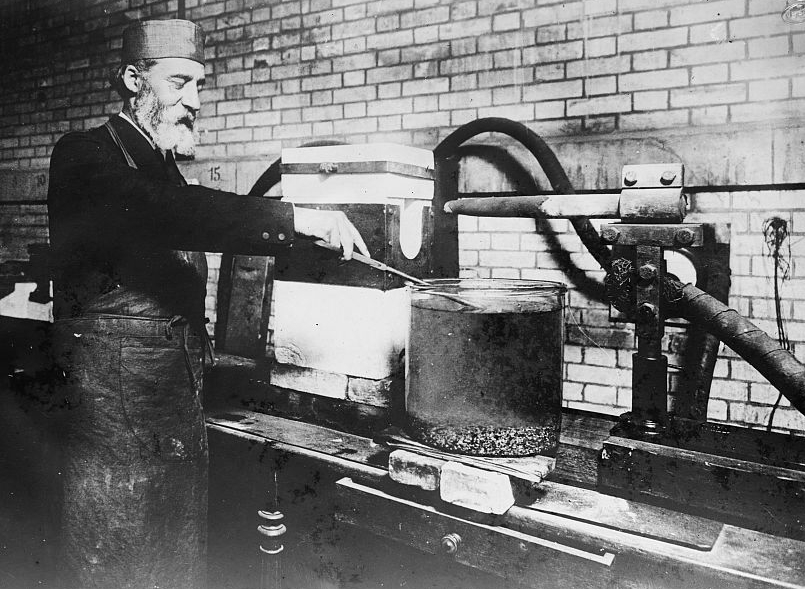
Moissan versucht, Labordiamanten mit Hilfe eines Lichtbogenofens herzustellen

Nach der Entdeckung im Jahr 1797 durch Smithson Tennant, dass ein Diamant aus reinem Kohlenstoff besteht, wurden zahlreiche Versuche unternommen, verschiedene billige Formen von Kohlenstoff in Diamant umzuwandeln. Die ersten Erfolge wurden 1879 von James Ballantyne Hannay und 1893 von Ferdinand Frédéric Henri Moissan gemeldet. Bei ihrer Methode wurde Holzkohle mit Eisen in einem Kohlenstofftiegel in einem Ofen auf bis zu 3.500 °C erhitzt. Während Hannay ein flammenbeheiztes Rohr verwendete, setzte Moissan seinen neu entwickelten Lichtbogenofen ein, in dem ein elektrischer Lichtbogen zwischen Kohlestäben in Kalkblöcken erzeugt wurde. Das geschmolzene Eisen wurde dann durch Eintauchen in Wasser schnell abgekühlt. Die durch die Abkühlung hervorgerufene Kontraktion sollte den hohen Druck erzeugen, der für die Umwandlung von Graphit in Diamant erforderlich war. Moissan veröffentlichte seine Arbeit in einer Reihe von Artikeln in den 1890er Jahren.
Viele andere Wissenschaftler versuchten, seine Experimente zu replizieren. William Crookes meldete 1909 einen Erfolg. Otto Ruff behauptete 1917, Diamanten mit einem Durchmesser von bis zu 7 mm hergestellt zu haben, zog seine Aussage jedoch später zurück. 1926 replizierte J. Willard Hershey vom McPherson College die Experimente von Moissan und Ruff, und stellte einen synthetischen Diamanten her; dieses Exemplar ist im McPherson Museum in Kansas zu sehen. Trotz der gemeldeten Erfolge von Moissan, Ruff, und Hershey, waren andere Experimentatoren nicht in der Lage, ihre Synthesen zu reproduzieren.
Die eindeutigsten Reproduktionsversuche wurden von Charles Algernon Parsons unternommen. Der prominente Wissenschaftler und Ingenieur verbrachte rund 40 Jahre (1882–1922) sowie einen beträchtlichen Teil seines Vermögens damit, die Experimente von Moissan und Hannay zu reproduzieren, wobei er auch eigene Verfahren anwandte. Parsons war bekannt für seine akribische Genauigkeit und seine methodischen Aufzeichnungen; alle von ihm gewonnenen Proben wurden für weitere Analysen durch eine unabhängige Partei aufbewahrt. Er schrieb eine Reihe von Artikeln – einige der ersten über HPHT-Diamanten – in denen er behauptete, kleine Diamanten hergestellt zu haben. Im Jahr 1928 beauftragte er jedoch C. H. Desch mit der Veröffentlichung eines Artikels, in dem er seine Überzeugung zum Ausdruck brachte, dass bis zu diesem Zeitpunkt keine synthetische Diamanten (einschließlich derjenigen von Moissan und anderen) hergestellt worden waren. Er vermutete, dass es sich bei den meisten vermeintlichen Diamanten, die bis dahin hergestellt worden waren, um synthetische Spinelle handelte.

### ASEA

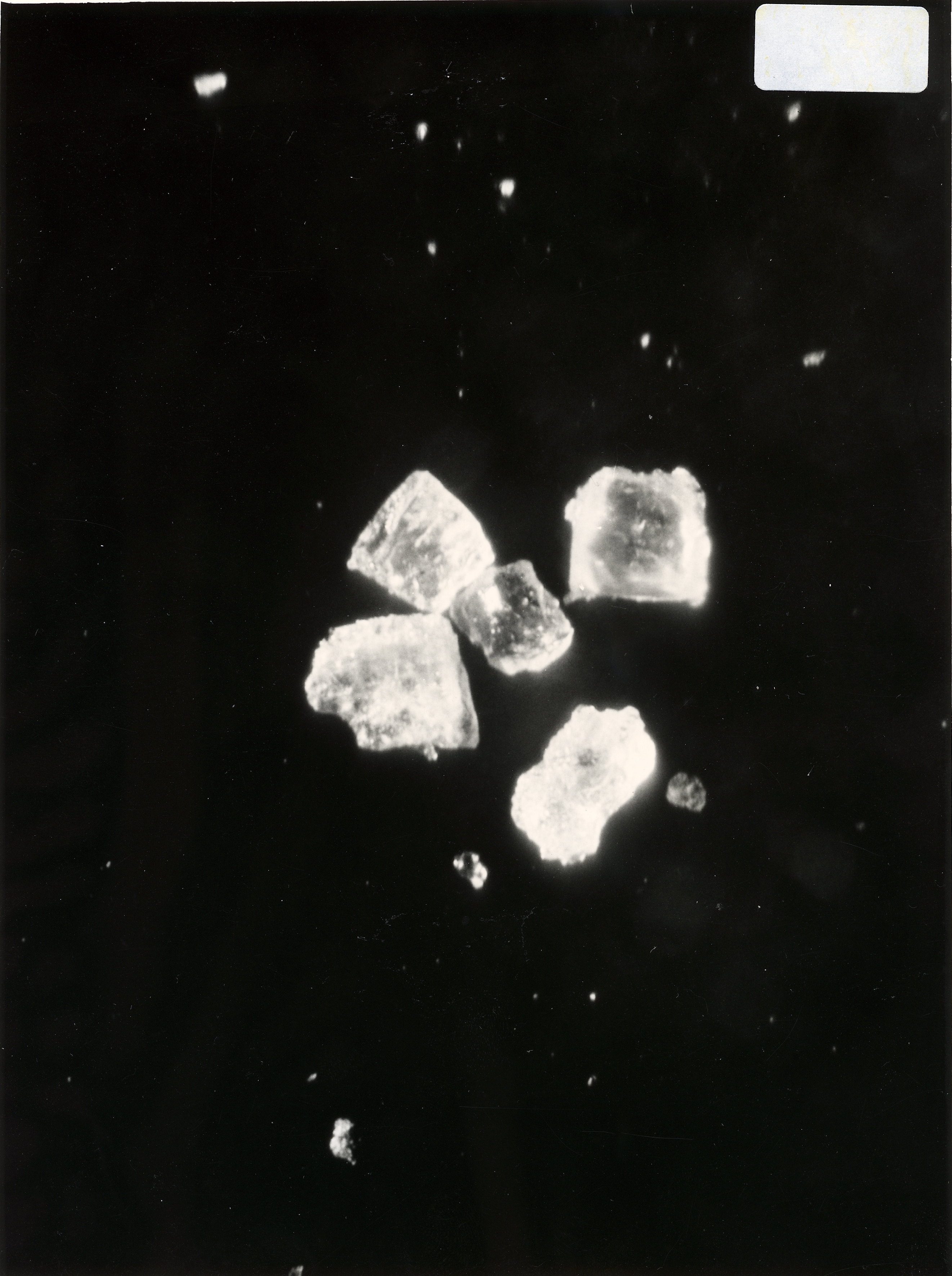
Erste synthetische Diamanten von ASEA 1953

Die erste bekannte (aber zunächst nicht gemeldete) Diamantensynthese wurde am 16. Februar 1953 in Stockholm von der ASEA (Allmänna Svenska Elektriska Aktiebolaget), Schwedens größtem Elektrogerätehersteller, geschaffen. Ab 1942 beschäftigte ASEA ein Team von fünf Wissenschaftlern und Ingenieuren als Teil eines streng geheimen Projekts zur Herstellung von Diamanten mit dem Codenamen QUINTUS. Das Team verwendete einen sperrigen Hochdruckapparat des Split-Sphere-Typs (BARS), der von Baltzar von Platen und Anders Kämpe entworfen wurde. In der Vorrichtung wurde der Druck bei geschätzt 8,4 GPa (84.000 bar) und einer Temperatur von 2.400 °C eine Stunde lang aufrechterhalten. Es wurden einige kleine Diamanten hergestellt, die jedoch weder Edelsteinqualität noch -größe hatten.
Aufgrund von Fragen zum Patentverfahren und der begründeten Annahme, dass es weltweit keine anderen ernsthaften Forschungsarbeiten zur Diamantsynthese gab, entschied sich der Vorstand der ASEA gegen eine Veröffentlichung und Patentanmeldung. So erfolgte die Bekanntgabe der ASEA Ergebnisse kurz nach der GE-Pressekonferenz vom 15. Februar 1955.

### GE-Diamant-Projekt

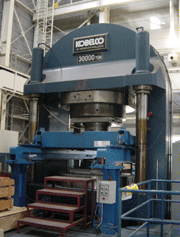
Eine in den 1980er Jahren von KOBELCO hergestellte Bandpresse

Im Jahr 1941 wurde eine Vereinbarung zwischen den Unternehmen General Electric (GE) und dem Unternehmen Ford, Norton und Carborundum getroffen, um die Diamantherstellung weiterzuentwickeln. Es gelang ihnen, Kohlenstoff unter einem Druck von 3,5 GPa (35.000 bar) für einige Sekunden auf etwa 3.000 °C zu erhitzen. Bald darauf unterbrach der Zweite Weltkrieg das Projekt. Es wurde 1951 in den Laboren von GE in Schenectady wieder aufgenommen und es wurde eine Hochdruck-Diamant-Gruppe mit Francis P. Bundy und H. M. Strong gebildet. Tracy Hall und andere schlossen sich dem Projekt später an.
Die Gruppe aus Schenectady verbesserte die von Percy Bridgman entworfenen Diamantstempelzellen, welcher für seine Arbeit 1946 den Nobelpreis für Physik erhielt. Bundy und Strong nahmen die ersten Verbesserungen vor, weitere erfolgten durch Hall. Das GE-Team benutzte Wolframcarbid-Stempel in einer hydraulischen Presse, um die in einem Katlinitbehälter befindliche kohlenstoffhaltige Probe zu pressen, wobei das fertige Material aus dem Behälter in eine Dichtung gepresst wurde. Das Team konnte in einem Fall eine Diamantsynthese aufzeichnen, aber das Experiment konnte wegen unsicherer Synthesebedingungen nicht reproduziert werden und später stellte sich heraus, dass der Diamant, der als Diamantkeim verwendet wurde, ein natürlicher Diamant war.
Hall gelang am 16. Dezember 1954 die erste erfolgreiche Synthese eines Diamanten, was am 15. Februar 1955 bekannt gegeben wurde. Der Durchbruch gelang ihm mit einer „Band“-Presse, die in der Lage war, Drücke über 10 GPa und Temperaturen über 2.000 °C zu erzeugen. Die Presse verwendete einen Pyrophyllit-Behälter, in dem Graphit in geschmolzenem Nickel, Cobalt oder Eisen aufgelöst wurde. Diese Metalle wirkten als „Lösungsmittel-Katalysator“, der sowohl den Kohlenstoff auflöste als auch seine Umwandlung in Diamant beschleunigte. Der größte Diamant, den er herstellte, hatte einen Durchmesser von 0,15 mm; er war zu klein und optisch unvollkommen für Schmuck, aber brauchbar für industrielle Schleifmittel. Halls Mitarbeiter waren in der Lage, seine Arbeit zu reproduzieren, und die Entdeckung wurde in der Fachzeitschrift Nature veröffentlicht. Er war der Erste, der einen Labordiamanten mit einem reproduzierbaren, überprüfbaren und gut dokumentierten Verfahren herstellte. Er verließ GE im Jahr 1955 und entwickelte drei Jahre später eine neue Vorrichtung für die synthetische Diamantherstellung – eine tetraedrische Presse mit vier Stempeln – um eine Geheimhaltungsverfügung des US-Handelsministeriums zu den GE-Patentanmeldungen nicht zu verletzen.

### Weitere Entwicklung

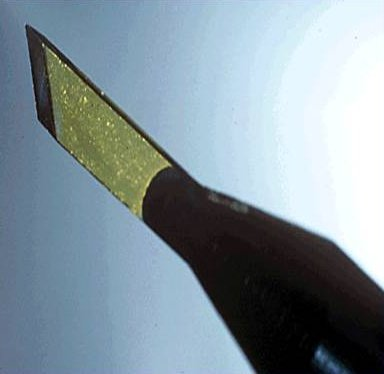
Ein Skalpell mit einkristallinem synthetisch hergestelltem Diamantblatt

Synthetische Diamantkristalle in Edelsteinqualität wurden erstmals 1970 von GE produziert, worüber 1971 berichtet wurde. Bei den ersten Erfolgen wurde eine Pyrophyllitröhre verwendet, die an beiden Enden mit dünnen Diamantstücken bestückt war. Das Graphitmaterial wurde in der Mitte platziert und das metallische Lösungsmittel (Nickel) zwischen dem Graphit und den Keimen. Der Behälter wurde erhitzt und der Druck wurde auf etwa 5,5 GPa erhöht. Die Kristalle wachsen, während sie von der Mitte zu den Enden der Röhre fließen, und je länger der Prozess dauert, desto größere Kristalle entstehen. Anfänglich wurden in einem einwöchigen Wachstumsprozess Diamanten in Edelsteinqualität von etwa 5 mm (1 Karat oder 0,2 g) erzeugt, und die Prozessbedingungen mussten so stabil wie möglich sein. Die Graphiteinlage wurde bald durch Diamantkorn ersetzt, da sich so die Form des endgültigen Kristalls viel besser kontrollieren ließ.
Die ersten Steine in Edelsteinqualität waren wegen der Verunreinigung mit Stickstoff immer gelb bis braun. Einschlüsse waren üblich, vor allem plättchenartige Einschlüsse durch Nickel. Wenn man den Stickstoff durch Zugabe von Aluminium oder Titan vollständig aus dem Prozess entfernte, entstanden farblose, weiße Steine, und wenn man den Stickstoff entfernte und Bor hinzufügte, entstanden blaue Steine. Das Weglassen von Stickstoff verlangsamte auch den Wachstumsprozess und verringerte die kristalline Qualität, sodass das Verfahren normalerweise mit Stickstoff durchgeführt wurde.
Obwohl die GE-Steine und die natürlichen Diamanten chemisch identisch waren, waren ihre physikalischen Eigenschaften nicht die gleichen. Die farblosen Steine erzeugten unter kurzwelligem ultraviolettem Licht eine starke Fluoreszenz und Phosphoreszenz, nicht aber unter langwelligem UV-Licht. Unter den natürlichen Diamanten weisen nur die selteneren blauen Edelsteine diese Eigenschaften auf. Im Gegensatz zu natürlichen Diamanten zeigten alle GE-Steine eine starke gelbe Fluoreszenz unter Röntgenstrahlen. Das Diamantforschungslabor von De Beers hat zu Forschungszwecken Steine von bis zu 25 Karat (5,0 g) gezüchtet. Um hochwertige Diamanten dieser Größe herzustellen, wurden sechs Wochen lang stabile HPHT-Bedingungen eingehalten. Aus wirtschaftlichen Gründen wird das Wachstum der meisten synthetischen Diamanten beendet, wenn sie eine Größe von 1 bis 1,5 Karat (200 bis 300 mg) erreichen.
In den 1950ern begannen in der Sowjetunion und in den USA Forschungen über das Wachstum von Diamant durch Pyrolyse von Kohlenwasserstoffgasen bei der relativ niedrigen Temperatur von 800 °C. Dieses Niedrigdruckverfahren ist als chemische Gasphasenabscheidung (CVD) bekannt. William G. Eversole gelang 1953 die Abscheidung von Diamant aus der Gasphase auf einem Diamantsubstrat, aber erst 1962 wurde darüber berichtet. Die Abscheidung von Diamantschichten wurde 1968 von Angus und seinen Mitarbeitern und 1970 von Deryagin und Fedoseev unabhängig voneinander reproduziert. Während Eversole und Angus große, teure, einkristalline Diamanten als Substrate verwendeten, gelang es Deryagin und Fedoseev, Diamantfilme auf Nicht-Diamant-Materialien (Silicium und Metalle) abzuscheiden, was in den 1980er Jahren zu umfangreichen Forschungen über preiswerte Diamantbeschichtungen führte.
Ab 2013 häuften sich die Berichte, wonach in gefasstem Schmuck und in Diamantpaketen, die im Handel verkauft werden, vermehrt nicht ausgewiesene synthetische Melee-Diamanten (kleine runde Diamanten, die typischerweise einen zentralen Diamanten einrahmen oder ein Band verschönern) gefunden wurden. Aufgrund der relativ geringen Kosten von Melee-Diamanten sowie des generellen Mangels an universellen Kenntnissen zur effizienten Identifizierung großer Mengen von Melees haben sich nicht alle Händler bemüht, Melee-Diamanten zuverlässig daraufhin zu prüfen, ob sie natürlichen Ursprungs oder menschengemacht sind. Internationale Diamantlabore beginnen nun jedoch, sich mit diesem Problem zu befassen, und es wurden erhebliche Verbesserungen bei der Identifizierung von synthetischen Melees erzielt.

## Technologien zur Herstellung von Diamanten
Es gibt verschiedene Methoden zur Herstellung von lab-grown Diamanten. Die ursprüngliche Methode verwendet Hochdruck und hohe Temperatur (HPHT) und ist wegen ihrer relativ geringen Kosten immer noch weit verbreitet. Bei diesem Verfahren werden große Pressen eingesetzt, die hunderte von Tonnen wiegen können, um einen Druck von 5 GPa (50 000 bar) bei 1,500 °C zu erzeugen. Bei der zweiten Methode, der chemischen Gasphasenabscheidung (CVD), wird ein Kohlenstoffplasma über einem Substrat erzeugt, auf dem sich die Kohlenstoffatome zur Bildung von Diamant ablagern. Weitere Methoden sind die Explosionsbildung (Bildung von Detonations-Nanodiamanten) und die Beschallung von Graphitlösungen.

### Hoher Druck und hohe Temperatur

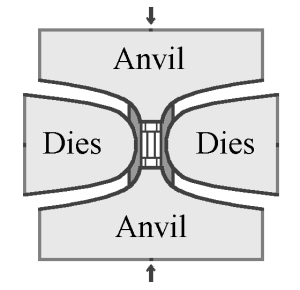
Schematische Darstellung einer Bandpresse

Bei der HPHT-Methode werden im Wesentlichen drei Pressenkonzepte verwendet, um den für die Herstellung von Labordiamanten erforderlichen Druck und die entsprechende Temperatur zu erzeugen: Die Bandpresse, die kubische Presse und die Split-Sphere-Presse (BARS). Die Diamantkeime werden am Boden der Presse platziert.
Der innere Teil der Presse wird über 1,400 °C erhitzt und schmilzt das Lösungsmittelmetall. Das geschmolzene Metall löst die hochreine Kohlenstoffquelle, die dann zu den kleinen Diamantkörnern transportiert wird und sich dort abscheidet, wobei ein großer Diamant auf synthetische Art und Weise entsteht.
Die ursprüngliche GE-Erfindung von Tracy Hall verwendet eine Bandpresse, bei der der obere und untere Stempel die Druckbelastung auf die zylindrische Innenzelle übertragen. Dieser Innendruck wird strahlenförmig durch ein Band aus vorgespannten Stahlbändern begrenzt. Die Stempel dienen auch als Elektroden, die der komprimierten Zelle elektrischen Strom zuführen. Eine Variante der Bandpresse verwendet hydraulischen Druck anstelle von Stahlbändern, um den Innendruck zu begrenzen. Bandpressen werden auch heute noch verwendet, allerdings in viel größerem Maßstab als die ursprüngliche Konstruktion.
Die zweite Art von Presse ist die kubische Presse. Eine kubische Presse hat sechs Stempel, die gleichzeitig Druck auf alle Flächen eines würfelförmigen Körpers ausüben. Die erste Pressenkonstruktion mit mehreren Stempeln war eine tetraedrische Presse, bei der vier Stempel auf ein tetraederförmiges Gehäuse einwirkten. Die kubische Presse wurde kurz darauf entwickelt, um das Volumen, auf das Druck ausgeübt werden kann, zu vergrößern. Eine kubische Presse ist in der Regel kleiner als eine Bandpresse und kann schneller den Druck und die Temperatur erreichen, die zur Herstellung von Labordiamanten erforderlich sind. Allerdings lassen sich kubische Pressen nicht ohne weiteres auf größere Volumina skalieren: Das Druckvolumen kann durch die Verwendung größerer Stempel vergrößert werden, aber dadurch erhöht sich auch die Kraft, die auf die Stempel ausgeübt werden muss, um den gleichen Druck zu erreichen. Eine Alternative besteht darin, das Verhältnis von Oberfläche zu Volumen des Druckvolumens zu verringern, indem mehr Stempel verwendet werden, um auf einen platonischen Körper höherer Ordnung, wie z. B. ein Dodekaeder, zu konvergieren. Eine solche Presse wäre jedoch komplex und schwierig herzustellen.

Schematische Darstellung eines BARS-Systems

Die BARS-Presse ist angeblich die kompakteste, effizienteste und wirtschaftlichste aller diamantproduzierenden Pressen. Im Zentrum eines BARS-Geräts befindet sich eine keramische, zylindrische „Synthesekapsel“ mit einer Größe von etwa 2 cm3. Die Zelle befindet sich in einem Würfel aus druckübertragendem Material, z. B. Prophyllit-Keramik, der durch innere Stempel aus Hartmetall (z. B. Wolframkarbid oder VK10-Hartlegierung) gepresst wird. Der äußere oktaedrische Hohlraum wird durch acht Außenstempel aus Stahl gepresst. Nach der Herstellung wird die gesamte Konstruktion in eine scheibenförmige Trommel mit einem Durchmesser von etwa 1 m eingespannt. Der Zylinder wird mit Öl gefüllt, das beim Erhitzen unter Druck steht, und der Öldruck wird auf die zentrale Zelle übertragen. Die Synthesekapsel wird durch einen koaxialen Graphitheizer aufgeheizt, und die Temperatur wird mit einem Thermoelement gemessen.

### Chemische Gasphasenabscheidung (CVD)

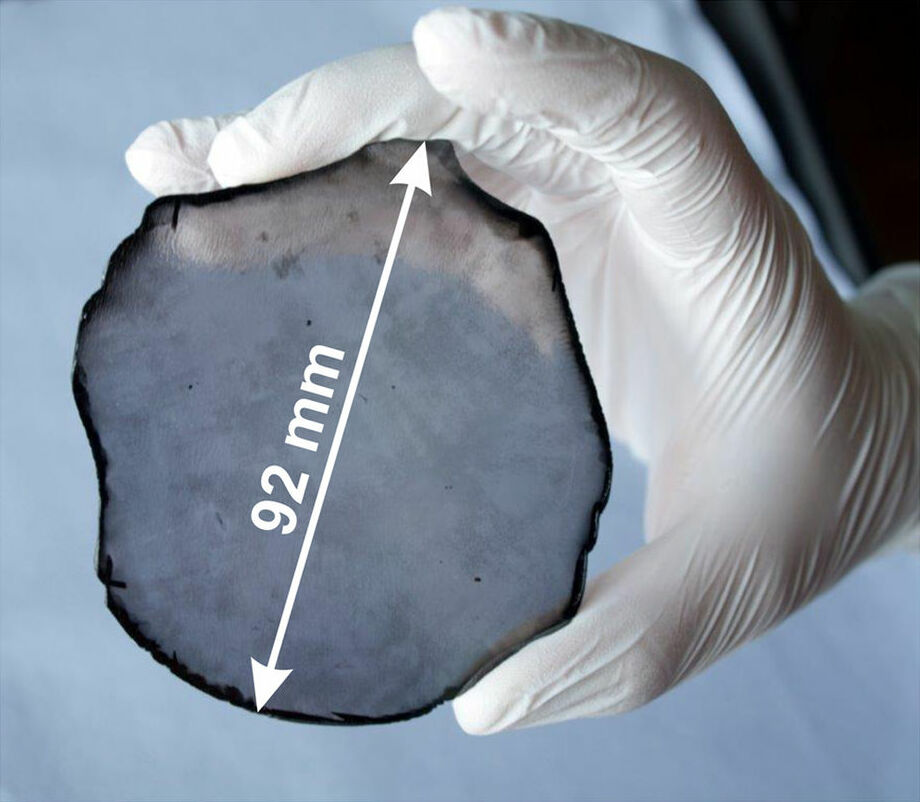
Freistehende einkristalline CVD-Diamantscheibe

Die chemische Gasphasenabscheidung ist eine Methode, mit der Diamant aus einem Kohlenwasserstoffgasgemisch erzeugt werden kann. Seit Anfang der 1980er ist diese Methode weltweit Gegenstand intensiver Forschung. Während das HPHT-Verfahren aufgrund der Massenproduktion hochwertiger Diamantkristalle für die industrielle Anwendung besser geeignet ist, erklären die Flexibilität und die einfache Handhabung der CVD-Anlagen die Beliebtheit der CVD-Methode in der Laborforschung. Zu den Vorteilen der Diamantherstellung mit der CVD-Methode gehören die Möglichkeit, Diamanten über große Flächen und auf verschiedenen Substraten zu züchten sowie die genaue Kontrolle über die chemischen Verunreinigungen und damit die Eigenschaften des erzeugten Diamanten. Im Gegensatz zum HPHT-Verfahren erfordert das CVD-Verfahren keinen hohen Druck, da die Züchtung in der Regel bei einem Druck unter 27 kPa erfolgt.
Das CVD-Wachstum umfasst die Vorbereitung des Substrats, die Einspeisung unterschiedlicher Mengen von Gasen in eine Kammer und deren Anregung. Die Substratvorbereitung umfasst die Auswahl eines geeigneten Materials und seiner kristallografischen Ausrichtung, die Reinigung, häufig mit Diamantpulver, um ein Nicht-Diamant-Substrat abzuschleifen und die Optimierung der Substrattemperatur (etwa 800 °C) während des Wachstums durch eine Reihe von Testläufen. Die Gase enthalten immer eine Kohlenstoffquelle, in der Regel Methan, und Wasserstoff in einem typischen Verhältnis von 1:99. Wasserstoff ist wichtig, weil er selektiv den nicht diamantförmigen Kohlenstoff abätzt. Die Gase werden in der Wachstumskammer mit Hilfe von Mikrowellen, einem heißen Heizdraht, einer Bogenentladung, einem Schweißbrenner, einem Laser, einem Elektronenstrahl oder anderen Mitteln in chemisch aktive Radikale ionisiert.
Während des Wachstums werden die Kammermaterialien durch das Plasma abgeätzt und können sich in den wachsenden Diamant einlagern. Insbesondere CVD-Diamanten werden häufig durch Silicium verunreinigt, das von den Siliciumdioxidfenstern der Wachstumskammer oder vom Siliciumsubstrat stammt. Daher werden Siliciumdioxid-Fenster entweder vermieden oder vom Substrat weg bewegt. Borhaltige Substanzen in der Kammer, selbst in sehr geringen Spuren, machen sie ebenfalls ungeeignet für das Wachstum von reinem Diamant.

### Detonation von Sprengstoff

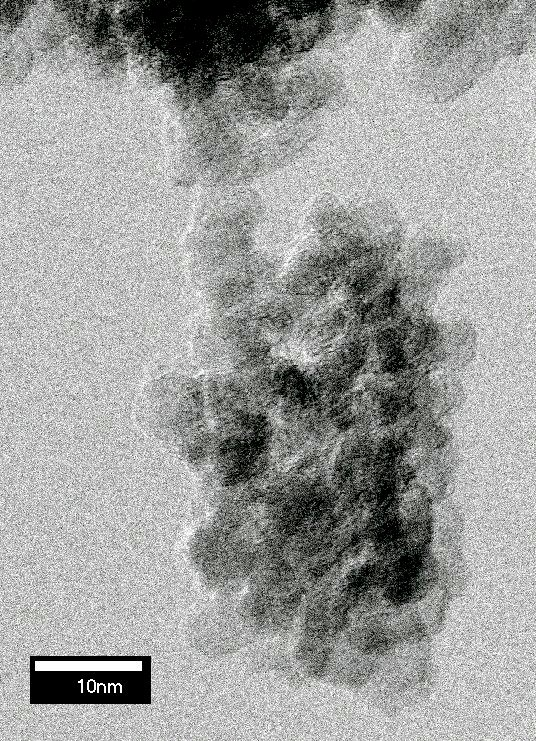
Elektronenmikroskopische Aufnahme (TEM) von Detonations-Nanodiamant

Diamant-Nanokristalle (5 nm im Durchmesser) können durch Detonation bestimmter kohlenstoffhaltiger Sprengstoffe in einer Metallkammer gebildet werden. Diese werden als „Detonations-Nanodiamanten“ bezeichnet. Während der Explosion werden der Druck und die Temperatur in der Kammer hoch genug, um den Kohlenstoff des Sprengstoffs in Diamant umzuwandeln. Da die Kammer in Wasser getaucht ist, kühlt sie nach der Explosion schnell ab, wodurch die Umwandlung des neu entstandenen Diamanten in stabileres Graphit unterdrückt wird. Bei einer Variante dieser Technik wird ein mit Graphitpulver gefülltes Metallrohr in die Sprengkammer gestellt. Durch die Explosion wird der Graphit so weit erhitzt und komprimiert, dass er sich in Diamant umwandeln kann. Das Produkt ist immer reich an Graphit und anderen diamantfremden Kohlenstoffformen und erfordert ein längeres Kochen in heißer Salpetersäure (etwa einen Tag bei 250 °C), um diese aufzulösen. Das gewonnene Nanodiamantpulver wird hauptsächlich zum Polieren anderer Diamanten verwendet. Es wird überwiegend in China, Russland und Belarus hergestellt und kam Anfang der 2000er Jahre in großen Mengen auf den Markt.

### Ultraschall-Kavitation
Aus einer Graphitsuspension in einer organischen Flüssigkeit können bei atmosphärischem Druck und Raumtemperatur mittels Ultraschall-Kavitation Diamantkristalle im Mikrometerbereich synthetisiert werden. Die Diamantenausbeute beträgt in etwa 10 % des ursprünglichen Graphitgewichts. Die geschätzten Kosten des mit dieser Methode hergestellten Diamanten sind mit denen der HPHT-Methode vergleichbar; die kristalline Perfektion des Produkts ist bei der Ultraschallsynthese deutlich schlechter. Diese Technik erfordert relativ einfache Geräte und Verfahren, wurde aber nur von zwei Forschungsgruppen beschrieben und findet keine industrielle Anwendung. Zahlreiche Prozessparameter, wie die Vorbereitung des Graphitpulvers, die Wahl der Ultraschallleistung, die Synthesezeit und das Lösungsmittel, sind noch nicht optimiert, sodass es noch Möglichkeiten zur Verbesserung der Effizienz und zur Senkung der Kosten der Ultraschallsynthese gibt.

## Eigenschaften
Traditionell gilt das Fehlen von Kristalleinschlüssen als die wichtigste Eigenschaft eines Diamanten. Reinheit und hohe kristalline Perfektion machen den Diamanten transparent und klar, während seine Härte, optische Dispersion (Schimmer) und chemische Stabilität den Diamanten (in Verbindung mit seiner Vermarktung) zu einem beliebten Edelstein machen. Die hohe Wärmeleitfähigkeit ist auch für technische Anwendungen wichtig. Während die hohe optische Dispersion eine allen Diamanten innewohnende Eigenschaft ist, variieren die anderen Eigenschaften je nach Art der Herstellung des Diamanten.

### Kristallinität
Ein Diamant kann ein einziger, durchgehender Kristall sein oder aus vielen kleineren Kristallen bestehen (Polykristall). Große, klare und transparente einkristalline Diamanten werden in der Regel als Edelsteine verwendet. Polykristalliner Diamant (PCD) besteht aus zahlreichen kleinen Körnern, die durch starke Lichtabsorption und -streuung mit bloßem Auge leicht zu erkennen sind. Er eignet sich nicht für Edelsteine und wird für industrielle Anwendungen wie Bergbau und Schneidewerkzeuge verwendet. Polykristalliner Diamant wird häufig anhand der durchschnittlichen Größe (oder Korngröße) der Kristalle beschrieben, aus denen er besteht. Die Korngrößen reichen von Nanometern bis zu hunderten von Mikrometern und werden gewöhnlich als „nanokristalliner“ bzw. „mikrokristalliner“ Diamant bezeichnet.

### Härte
Diamant hat eine Härte von 10 auf der Mohs-Härteskala für Mineralien und ist damit das härteste bekannte Material auf dieser Skala. Diamant ist auch das härteste für uns bekannte Material für seine Widerstandsfähigkeit gegenüber Druckstellen. Die Härte von synthetischen Diamanten hängt von ihrer Reinheit, ihrer kristallinen Perfektion und ihrer Ausrichtung ab: die Härte ist höher bei makellosen, reinen Kristallen, die in Richtung [111] ausgerichtet sind (entlang der längsten Diagonale des kubischen Diamantgitters). Nanokristalliner Diamant, der mit dem CVD-Verfahren hergestellt wird, kann eine Härte aufweisen, die zwischen 30 und 75 % derjenigen von einkristallinem Diamant liegt. Die Härte kann so für bestimmte Anwendungen gesteuert werden. Einige synthetische einkristalline Diamanten und HPHT-nanokristalline Diamanten (siehe Hyperdiamant) sind härter als alle bekannten natürlichen Diamanten.

### Verunreinigungen und Einschlüsse
Jeder Diamant enthält andere Atome als Kohlenstoff in Konzentrationen, die mit analytischen Verfahren nachweisbar sind. Diese Atome können sich zu makroskopischen Phasen zusammenlagern, die als Einschlüsse bezeichnet werden. Verunreinigungen werden im Allgemeinen vermieden, können aber absichtlich zugefügt werden, um bestimmte Eigenschaften des Diamanten zu steuern. Die Wachstumsprozesse von synthetischen Diamanten unter Verwendung von Lösungsmittelkatalysatoren führen im Allgemeinen zur Bildung einer Reihe von verunreinigungsbedingten komplexen Strukturen, an denen Übergangsmetallatome (wie Nickel, Kobalt oder Eisen) beteiligt sind, die die elektronischen Eigenschaften des Materials beeinflussen.
Reiner Diamant ist ein elektrischer Nichtleiter, aber Diamant mit Borzusatz ist ein elektrischer Leiter (und in einigen Fällen ein Supraleiter), so dass er in elektrischen Anwendungen eingesetzt werden kann. Stickstoffverunreinigungen behindern die Bewegung von Gitterversetzungen (Defekte in der Kristallstruktur) und setzen das Gitter unter Druckspannung, wodurch sich Härte und Widerstandsfähigkeit erhöhen.

### Wärmeleitfähigkeit
Die Wärmeleitfähigkeit von CVD-Diamanten reicht von einigen Dutzend W/(m·K) bis zu mehr als 2000 W/(m·K), je nach den Defekten und Korngrenzstrukturen. Beim Wachstum von CVD-Diamant wachsen die Körner mit der Schichtdicke, was zu einem Gradienten der Wärmeleitfähigkeit in Richtung der Schichtdicke führt.
Im Gegensatz zu den meisten elektrischen Nichtleitern ist reiner Diamant aufgrund der starken kovalenten Bindung innerhalb des Kristalls ein ausgezeichneter Wärmeleiter. Die Wärmeleitfähigkeit von reinem Diamant ist die höchste aller bekannten Festkörper. Einkristalle aus synthetischem Diamant, angereichert mit ¹²C (99,9 %), isotopenreinem Diamant, haben die höchste Wärmeleitfähigkeit von 30 W/cm-K bei Raumtemperatur, 7,5 mal höher als die von Kupfer. Die Leitfähigkeit von natürlichem Diamant wird durch das natürlich vorhandene 13C, das als eine Inhomogenität im Gitter wirkt, um 1,1 % verringert.
Die Wärmeleitfähigkeit wird von Juwelieren und Gemmologen ausgenutzt, die eine elektronische Wärmesonde verwenden können, um Diamanten von ihren Imitationen zu unterscheiden. Diese Sonden bestehen aus einem Paar batteriebetriebener Thermistoren, die in einer feinen Kupferspitze montiert sind. Ein Thermistor fungiert als Heizvorrichtung, während der andere die Temperatur der Kupferspitze misst: handelt es sich bei dem untersuchten Stein um einen Diamanten, leitet er die Wärmeenergie der Spitze schnell genug ab, um einen messbaren Temperaturabfall zu erzeugen. Dieser Test dauert etwa 2–3 Sekunden.

## Anwendungen

### Bearbeitungs- und Schneidewerkzeuge

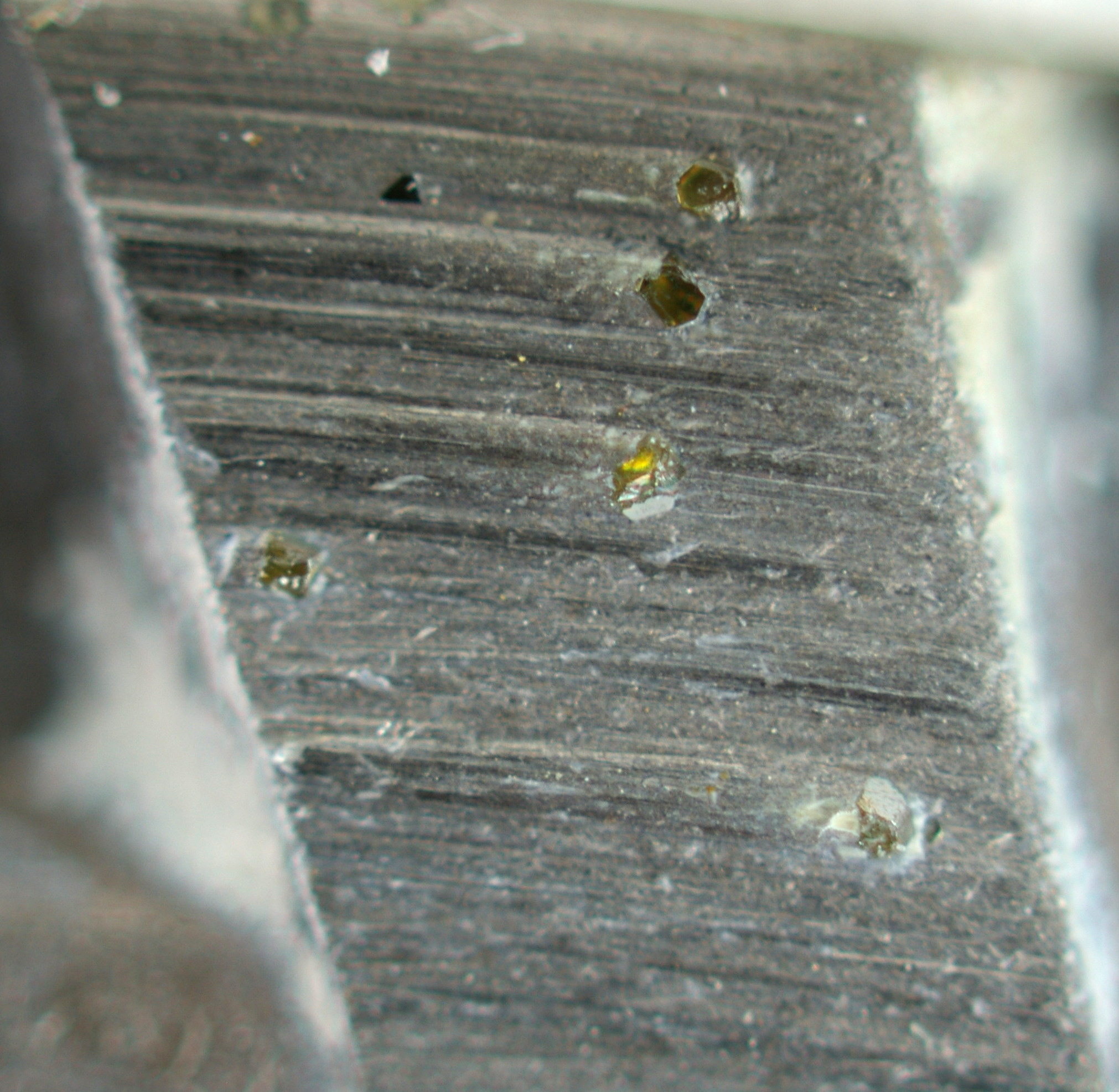
Diamanten im Blatt eines Winkelschleifers

Bei der industriellen Anwendung wird synthetischer Diamant seit langem mit seiner Härte in Verbindung gebracht: diese Eigenschaft macht Diamant zum idealen Material für Werkzeugmaschinen und Schneidwerkzeuge. Als das härteste bekannte natürlich vorkommende Material kann Diamant zum Polieren, Schneiden oder Abtragen jedes Materials, einschließlich anderer Diamanten, verwendet werden. Zu den üblichen industriellen Anwendungen dieser Fähigkeit gehören diamantbestückte Bohrer und Sägen sowie die Verwendung von Diamantpulver als Schleifmittel. Dies sind bei weitem die wichtigsten industriellen Anwendungen von synthetischen Diamanten. Obwohl auch natürliche Diamanten für diese Zwecke verwendet werden, sind synthetische HPHT-Diamanten beliebter, vor allem wegen der besseren Reproduzierbarkeit ihrer mechanischen Eigenschaften. Diamant eignet sich nicht für die Bearbeitung von Ferrolegierungen bei hohen Geschwindigkeiten, da Kohlenstoff bei den hohen Temperaturen, die bei der Hochgeschwindigkeitsbearbeitung entstehen, in Eisen löslich ist, was zu einem stark erhöhten Verschleiß der Diamantwerkzeuge im Vergleich zu Alternativen führt.
Die übliche Form von Diamant in Schneide- und Schleifwerkzeugen besteht aus mikrometergroßen Körnern, die in einer auf das Werkzeug aufgesinterten Metallmatrix (in der Regel Kobalt) verteilt sind. In der Industrie wird dies in der Regel als polykristalliner Diamant (PKD) bezeichnet. PKD-bestückte Werkzeuge sind im Bergbau und bei Schneideanwendungen zu finden. In den letzten 15 Jahren wurde an der Beschichtung von Metallwerkzeugen mit CVD-Diamant gearbeitet, und obwohl diese Arbeit vielversprechend ist, hat sie die traditionellen PKD-Werkzeuge nicht wesentlich ersetzt. Die Matrix kann an die Werkstücke angepasst werden. Für harte Werkstoffe beispielsweise Granit wird eine weichere Matrix verwendet, die sich stärker zwischen den Diamantkörnern abnutzt und so griffig bleibt. Bei weicheren Werkstoffen, beispielsweise abrasive Sandsteine mit weichem Bindemittel wird eine harte Matrix verwendet, dieses verhindert, dass die Sandkörner die Matrix zwischen den Diamantkörnern zu schnell abtragen.

### Wärmeleiter
Die meisten Materialien mit hoher Wärmeleitfähigkeit sind auch elektrisch leitfähig, wie z. B. Metalle. Im Gegensatz dazu hat reiner synthetischer Diamant eine hohe Wärmeleitfähigkeit, aber eine zu vernachlässigende elektrische Leitfähigkeit. Diese Kombination ist in der Leistungselektronik wichtig, wo Diamant als Heatspreader (dt. Wärmeverteiler) für Hochleistungslaserdioden, Laserarrays und Hochleistungstransistoren verwendet wird. Eine effiziente Wärmeableitung verlängert die Lebensdauer dieser elektronischen Geräte, und die hohen Ersatzkosten dieser Geräte rechtfertigen die Verwendung effizienter, wenn auch relativ teurer Diamantwärmesenken. In der Halbleitertechnik verhindern Wärmeverteiler aus synthetischem Diamant, dass Silizium und andere Halbleiterbauelemente überhitzen.

### Optisches Material
Diamant ist hart, chemisch inert, hat eine hohe Wärmeleitfähigkeit und einen niedrigen Wärmeausdehnungskoeffizienten. Mit diesen Eigenschaften ist Diamant allen anderen Fenstermaterialien, die zur Übertragung von Infrarot- und Mikrowellenstrahlung verwendet werden, überlegen. Daher beginnt synthetischer Diamant, Zinkselenid als Ausgangsfenster von CO2-Hochleistungslasern und Gyrotrons zu ersetzen. Diese Fenster aus polykristallinem Labordiamant haben die Form von Scheiben mit großem Durchmesser (etwa 10 cm für Gyrotrons) und geringer Dicke (zur Verringerung der Absorption) und können nur mit dem CVD-Verfahren hergestellt werden. Einkristallplatten mit einer Länge von bis zu etwa 10 mm gewinnen in verschiedenen Bereichen der Optik zunehmend an Bedeutung, z. B. als Wärmeverteiler in Laserhohlräumen, in der diffrativen Optik und als optisches Verstärkungsmedium in Raman-Lasern. Jüngste Fortschritte bei den HPHT- und CVD-Synthesetechniken haben die Reinheit und die Perfektion der kristallographischen Struktur von einkristallinem Diamant so weit verbessert, dass er Silizium als Beugungsgitter und Fenstermaterial in Hochleistungsstrahlungsquellen wie Synchrotrons ersetzen kann. Sowohl das CVD- als auch das HPHT-Verfahren werden auch zur Herstellung von optisch transparenten Designer-Diamantstempeln verwendet, die zur Messung der elektrischen und magnetischen Eigenschaften von Materialien bei ultrahohem Druck mit einer Diamantstempelzelle eingesetzt werden.

### Elektronik
Labordiamant kann als Halbleiter verwendet werden, da er mit Verunreinigungen wie Bor oder Phosphor dotiert werden kann. Da diese Elemente ein Valenzelektron mehr oder weniger als Kohlenstoff enthalten, verwandeln sie synthetischen Diamant in einen p- oder n-Halbleiter. Die Herstellung eines p-n-Übergangs durch aufeinanderfolgende Anreicherung von synthetischem Diamant mit Bor und Phosphor ergibt Leuchtdioden (LEDs), die UV-Licht von 235 nm erzeugen. Eine weitere nützliche Eigenschaft von synthetischem Diamant ist die hohe Ladungsträgerbeweglichkeit, die in einkristallinem CVD-Diamant 4500 cm²/(V·s) für Elektronen erreicht. Eine hohe Beweglichkeit ist günstig für den Hochfrequenzbetrieb. Aus Diamant hergestellte Feldeffekttransistoren haben vielversprechende Hochfrequenzleistungen über 50 GHz gezeigt. Die breite Bandlücke von Diamant von 5,5 eV verleiht ihm ausgezeichnete dielektrische Eigenschaften. In Verbindung mit der hohen mechanischen Stabilität von Diamant werden diese Eigenschaften in Prototypen von Hochleistungsschaltern für Kraftwerke genutzt.
Im Labor sind synthetische Diamanttransistoren hergestellt worden. Sie bleiben bei viel höheren Temperaturen funktionsfähig als Siliziumbauteile und sind resistent gegen chemische Schäden sowie gegen Strahlenschäden. Obwohl noch keine Diamanttransistoren erfolgreich in kommerzielle Elektronik integriert wurden, sind sie vielversprechend für den Einsatz in Anwendungen mit außergewöhnlich hoher Energie und in feindlichen, nicht oxidierenden Umgebungen.
Synthetischer Diamant wird in manchen Strahlungsdetektoren verwendet. Er ist strahlungsfest und hat eine breite Bandlücke von 5,5 eV (bei Raumtemperatur). Diamant unterscheidet sich von den meisten anderen Halbleitern auch durch das Fehlen eines festen nativen Oxids. Dies erschwert die Fertigung von Oberflächen-MOS-Transistoren, bietet aber die Möglichkeit, dass UV-Strahlung ohne Absorption in einer Oberflächenschicht Zugang zum aktiven Halbleiter erhält. Aufgrund dieser Eigenschaften wird er in Anwendungen wie dem BaBar-Detektor am Stanford Linearbeschleuniger und BOLD (Blind to the Optical Light Detectors for VUV solar observations) eingesetzt. Ein Diamant-VUV-Detektor wurde im europäischen LYRA-Programm eingesetzt.
Leitfähiger CVD-Diamant kann als Elektrode verwendet werden. Es wurden photochemische Methoden entwickelt, um DNA kovalent an die Oberfläche von polykristallinen Diamantfilmen zu binden, die durch das CVD-Verfahren hergestellt wurden. Solche DNA-modifizierten Filme können für den Nachweis verschiedener Biomoleküle verwendet werden, die mit der DNA interagieren und dadurch die elektrische Leitfähigkeit des Diamantfilms verändern. Darüber hinaus können Diamanten zum Nachweis von Redoxreaktionen verwendet werden, die normalerweise nicht untersucht werden können, und in einigen Fällen auch zum Abbau redoxreaktiver organischer Verunreinigungen in der Wasserversorgung. Da Diamant mechanisch und chemisch stabil ist, kann er als Elektrode unter Bedingungen verwendet werden, die herkömmliche Materialien zerstören würden. Als Elektrode kann synthetischer Diamant bei der Abwasserbehandlung von organischen Abwässern und der Herstellung starker Oxidationsmittel eingesetzt werden.

### Edelsteine

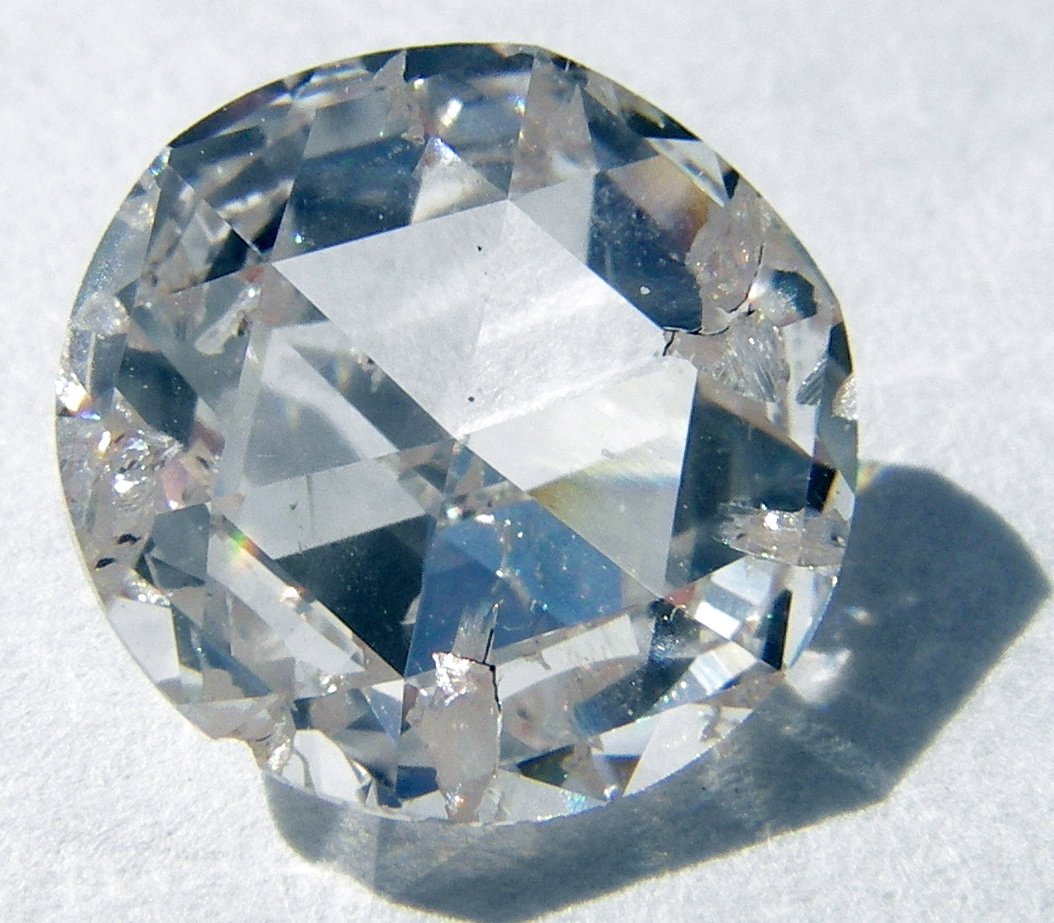
Farbloser Edelstein, geschliffen aus einem durch Chemische Gasphasenabscheidung hergestellten Diamanten

Für die Verwendung als Edelsteine werden synthetische Diamanten mit dem HPHT- oder dem CVD-Verfahren hergestellt. 2013 machten diese etwa 2 % des Marktes für Diamanten in Edelsteinqualität aus. Der Marktanteil von Labordiamanten in der Schmuckherstellung wächst stetig, da optimierte Herstellungsverfahren inzwischen eine höhere Qualität zu niedrigeren Kosten ermöglichen. 2021 betrug der weltweite Marktanteil von synthetischen Diamanten 7–8 %. Es gibt diese Edelsteine in den Farben gelb, pink, grün, orange, blau und farblos. Die gelbe Farbe entsteht durch Stickstoffverunreinigungen im Herstellungsprozess, während die blaue Farbe durch Bor verursacht wird. Andere Farben wie pink oder grün lassen sich nach der Herstellung durch Bestrahlung erzielen. Mehrere Unternehmen bieten auch Gedenkdiamanten an, die aus kremierten Überresten hergestellt werden.
Im Labor gewachsene Diamanten in Edelsteinqualität sind chemisch, physikalisch und optisch weitgehend identisch zu natürlich entstandenen Diamanten. Die Diamantenindustrie hat rechtliche, Marketing- und vertriebstechnische Gegenmaßnahmen ergriffen, um ihren Markt vor dem Aufkommen von Labordiamanten zu schützen. Synthetische Diamanten lassen sich durch Spektroskopie im Infrarot-, Ultraviolett- oder Röntgenbereich unterscheiden. Der DiamondView Tester von De Beers verwendet UV-Fluoreszenz, um Spuren von Stickstoff, Nickel oder anderen Metallen in HPHT- oder CVD-Diamanten zu erkennen.
Im Mai 2015 wurde mit 10,02 Karat ein Rekord für einen farblosen HPHT-Diamanten aufgestellt. Der facettierte Edelstein wurde aus einem 32,2 Karat schweren Rohdiamanten geschliffen, der über rund 300 Stunden im Labor gewachsen war. Bis 2022 erreichten Diamanten in Edelsteinqualität geschliffen 16–30 Karat, 2024 gelang die Herstellung eines geschliffenen 75 Karat Edelsteins aus einem 190 Karat CVD-Rohdiamanten.
Etwa 2016 begann der Preis für Labordiamanten (z. B. 1-Karäter) innerhalb eines Jahres um etwa 30 % zu sinken und lag damit deutlich unter dem Preis von Minendiamanten. 2017 lagen die Preise für synthetische Diamanten, die als Schmuck verkauft wurden, in der Regel 15–20 % unter denen für in der Natur entstandene Diamanten. Es wird erwartet, dass der relative Preis weiter sinken wird, wenn sich die Wirtschaftlichkeit der Produktion verbessert.
Im Juli 2018 genehmigte die US-Bundeshandelskommission (Federal Trade Commission) eine grundlegende Überarbeitung ihrer Jewelry Guides mit Änderungen, die neue Regeln für die Beschreibung von Diamanten und Diamantsimulanten durch den Handel vorsehen. Die überarbeiteten Leitfäden widersprechen im Wesentlichen dem, was 2016 von De Beers befürwortet worden war. In den neuen Leitlinien wird das Wort „natürlich“ aus der Definition des Begriffs „Diamant“ gestrichen, sodass auch im Labor erzeugte Diamanten in den Geltungsbereich der Definition des Begriffs „Diamant“ fallen. In dem überarbeiteten Leitfaden heißt es weiter: „Wenn ein Vermarkter den Begriff ‚synthetisch‘ verwendet, um anzudeuten, dass der im Labor gefertigte Diamant kein echter Diamant ist, … wäre dies irreführend.“ Im Juli 2019 hat das unabhängige Diamantzertifizierungslabor GIA (Gemological Institute of America) das Wort „synthetisch“ aus seinem Zertifizierungsprozess und -bericht für Labordiamanten gestrichen, so die FTC-Revision.

## Labordiamanten und Nachhaltigkeit
In den letzten Jahren wurde am traditionellen Diamantenabbau in Minen immer mehr Kritik geübt, unter anderem deshalb, weil dadurch in Afrika und anderen Diamantenabbauländern Menschenrechtsverletzungen begangen wurden und auch die Umwelt unter dem Minenbau gelitten hat. Der Hollywood Film Blood Diamond aus dem Jahr 2006 hat dazu beigetragen, das Problem bekannt zu machen. Auch deshalb hat die Verbrauchernachfrage nach Labordiamanten zugenommen, denn die Konsumenten suchen nach Steinen, die ethisch einwandfrei und günstiger sind. Außerdem führt jede Art von Bergbau auch zu irreversiblen Veränderungen der biologischen Vielfalt.
Beim ökologischen Gegenüberstellung von Labordiamanten und Minendiamanten spielen drei wesentliche Umweltfaktoren eine zentrale Rolle:
1. Wasserverbrauch: Die Förderung eines Karats Rohdiamant erfordert durchschnittlich etwa 96 Liter Wasser pro Karat, während der Wasserverbrauch bei der Produktion eines Labordiamanten zwischen 0 und 2 Litern pro Karat liegt.[123][124]
2. Mineralabfall und Landstörung: Der Diamantenabbau erzeugt im Allgemeinen bis zu 2 Millionen Tonnen Mineralabfall pro Tonne produzierter Diamanten.[125] Zudem stört der Abbau eines Karats Diamant etwa 9 m² Land und erzeugt rund 2600 kg Mineralabfall, einschließlich hochgiftiger Schwermetalle.[126][127][128] Im Gegensatz dazu verursacht die Produktion eines Karats Labordiamanten erheblich weniger Umweltauswirkungen, mit nur 0,0065 m² Landstörung und 0,5 kg Mineralabfall.[128][124]
3. Energieverbrauch und Treibhausgasemissionen (THG): Einer der Hauptkritikpunkte an Labordiamanten ist der Energieverbrauch. Die Herstellung von Labordiamanten mit der HPHT-Methode erfordert zwischen 28 und 215 kWh pro Karat, während die CVD-Methode zwischen 77 und 143 kWh pro Karat benötigt.[123] Zum Vergleich verbrauchen abgebaute Diamanten zwischen 96 und 150 kWh pro Karat, basierend auf Berichten von Branchenführern wie ALROSA und DeBeers, die zusammen über 50 % der weltweiten Diamantenproduktion repräsentieren.[129][130] Der Energieverbrauch pro Karat kann bei laborgezüchteten Diamanten je nach Methode und Laboreinrichtung entweder geringer oder höher sein als bei abgebauten Diamanten. Allerdings bestimmt der Energieverbrauch allein nicht die gesamte Umweltauswirkung. Ein entscheidender Faktor ist die Energiequelle. Die THG-Emissionen aus der Stromerzeugung (gemessen in Gramm CO₂-Äquivalent pro kWh oder g CO₂e/kWh) sind entscheidend für die Bewertung des ökologischen Fußabdrucks. Im Durchschnitt stammen etwa 73 % der für den Diamantenabbau verwendeten Energie direkt aus fossilen Brennstoffen.[123] Fossile Brennstoffe verursachen CO₂-Emissionen zwischen 200 und 800 g CO₂e/kWh.[131] Die übrigen 27 % ihres Energieverbrauchs entfallen auf Elektrizität, wobei diese aus fossilen Brennstoffen oder erneuerbaren Quellen stammen kann. Der Abbau einer Tonne Rohdiamanten erzeugt etwa 57.000 Tonnen GHG-Emissionen, was doppelt so viel ist wie beim Goldabbau und 30.000-mal höher als beim Eisenerzabbau.[125] Im Gegensatz dazu kann die für die Herstellung von Labordiamanten benötigte Energie vollständig aus erneuerbaren Energien stammen, wodurch null g CO₂e/kWh Emissionen entstehen.[124]

Das zunehmende Bewusstsein für Nachhaltigkeit ist zwar ein Faktor für die steigende Nachfrage nach Labordiamanten, es muss allerdings beachtet werden, dass Labordiamant nicht gleich nachhaltig bedeutet. Viele Hersteller bewerben ihre Labordiamanten aber als „nachhaltig“ oder „ökologisch“, nur weil diese im Labor hergestellt und nicht in einer Mine abgebaut wurden. Solchen Statements, die nicht weiter belegt werden, will die EU in Zukunft entgegenwirken. Zum besseren Verbraucherschutz soll ab 2024 eine neue EU-Richtlinie in Kraft treten, wonach jedenfalls größere Unternehmen dazu verpflichtet sind, Behauptungen zum Umwelteinfluss ihrer Produkte nachvollziehbar zu belegen.
Auch in den USA gab es ähnliche problematische Fälle. Der große Onlinehändler für Diamanten, Blue Nile, hat sein Sortiment an Labordiamanten zunächst auch als „nachhaltige Option“ beworben, hat diesen Ausdruck dann aber wieder von der Website entfernt, da 2019 in den USA verschiedene Unternehmen von der Federal Trade Commission (FTC) abgemahnt wurden wegen „unqualifizierter allgemeiner Behauptungen über Umweltvorteile“. Es wurde bemängelt, dass vor allem die Formulierung „nachhaltig“ irreführend sein könne, wenn diese Behauptung nicht durch Fakten belegt werden kann.
Wegen solcher unlauterer Werbepraktiken will das Natural Diamond Council (NDC) eine Kampagne ins Leben rufen, die zur Aufklärung über die Mythen im Zusammenhang mit Labordiamanten beitragen soll. CEO David Kellie sagt, die Labordiamantenindustrie schade der gesamten Branche, da sie den Konsumenten den Anschein vermittle, sie würde ihre Diamanten nachhaltig produzieren, obwohl dem nicht so ist.
Es gibt aber auch Unternehmen, die nachweislich nachhaltige Labordiamanten herstellen. Die in Deutschland ansässige DIAVON GmbH ist exklusiver Partner der Diamond Foundry in Europa und verkauft deren Labordiamanten, welche ausschließlich mit Hilfe von erneuerbaren Energien hergestellt werden. Die Diamond Foundry war außerdem weltweit der erste Diamanthersteller, der als CO2neutral zertifiziert wurde. Die DIAVON bekennt sich außerdem zu Transparenz entlang der gesamten Wertschöpfungskette und sorgt auch bei ihrem Kooperationspartner, einer Schleiferei in Indien, für soziale Gerechtigkeit und ethisch vertretbare Arbeitsbedingungen. Damit steht das Unternehmen auch dem Kritikpunkt entgegen, Labordiamantenhersteller würden falsche oder nicht nachweisbare Aussagen zur sozialethischen Vertretbarkeit von Labordiamanten tätigen.